# Kozia Górka (staw)
Kozia Górka, Staw Kozia Górka lub Jezioro Bałki, Benzynówka, Baustelle (spolszczone: Bałsztele) – staw w Warszawie, w dzielnicy Praga-Południe.

## Położenie i charakterystyka
Staw znajdują się w stołecznej dzielnicy Praga-Południe, na obszarze MSI Olszynka Grochowska, w pobliżu ulicy Dudziarskiej. Położony jest na obszarze zlewni o nazwie: Kanał Wawerski od Kanału Zerzeńskiego do Kanału Gocławskiego.
Zgodnie z „Programem Ochrony Środowiska dla m. st. Warszawy na lata 2009–2012 z uwzględnieniem perspektywy do 2016 r.” staw położony jest na terasie nadzalewowej. Jego powierzchnia wynosi 0,6797 ha. Według numerycznego modelu terenu udostępnionego przez Geoportal lustro wody znajduje się na wysokości 82,4 m n.p.m.
Pochodzenie stawu jest sztuczne. Powstał w latach 1939–1940 jako zbiornik na wodę do chłodzenia zbiorników paliwowych dla niemieckich budowlano-remontowych jednostek wojskowych. Stąd jedna z nazw Baustelle, co oznacza plac budowy. Wykopany został przez jeńców wojennych. W 2015 roku z inicjatywy teatru Akt urządzono na brzegu zbiornika wodnego plażę. Według danych na 2024 rok, planuje się utworzenie użytku ekologicznego obejmującego staw.